# 완주 위봉사 보광명전
완주 위봉사 보광명전(完州 威鳳寺 普光明殿)은 대한민국 전북특별자치도 완주군 소양면, 위봉사에 있는 불전이다. 1977년 8월 22일 대한민국의 보물 제608호로 지정되었다.

## 개요
위봉사는 백제 무왕 5년(604)에 서암대사가 지었다는 설과 신라말에 최용각이라는 사람이 절터에서 세 마리 봉황새가 노는 것을 보고 위봉사(圍鳳寺)라 이름 지었다는 이야기도 있다. 고려 공민왕 8년(1358) 나옹화상이 절을 크게 넓혀 지었고 조선 세조 12년(1466) 석잠대사가 수리하였다고 한다.
위봉사 보광명전은 건축 수법으로 보아 17세기경에 지은 건물로 추정하며 ‘보광명전(普光明殿)’이라 적힌 현판은 조선 순조 28년(1828)에 쓴 것이라고 한다.
규모는 앞면 3칸·옆면 3칸으로 지붕은 옆면에서 볼 때 여덟 팔(八)자 모양을 한 팔작지붕이다. 지붕 처마를 받치기 위해 기둥 위부분에 장식하여 짜은 구조가 기둥 위뿐만 아니라 기둥과 기둥 사이에도 있는 다포 양식이다.
건물 안쪽은 천장 속을 가리고 있는 우물 정(井)자 모양의 우물천장으로 꾸몄다. 불단 위쪽으로 운룡(雲龍)과 여의주 모양의 구슬을 장식한 닫집을 만들어 놓아 불상에 엄숙한 분위기를 자아내고 있다. 안쪽 뒷벽에 그린 백의관음보살상을 비롯한 여러 불화와 비교적 채색이 잘 보존된 금단청은 차분하고 아늑한 법당 안의 분위기를 느끼게 한다.
우수한 옛 채색기법과 조선시대 목조 불전건축 연구에 소중한 자료가 되는 문화재로 평가 받고 있다.

## 현지 안내문
이 건물은 조각 솜씨나 목재를 다듬은 기법으로 볼 때 조선 중기에 지은 것으로 보인다. 법당 안에는 극락을 주관하는 석가모니불이 으뜸 부처로 있다. 좌우에 중심 기둥 사이에 칸막이벽을 세우고, 그 뒤에 흰옷을 걸친 관음보살상을 그렸다. 불상 왼쪽 벽에는 악기를 든 선녀를 비롯해 여러 인물을 묘사한 그림을 걸었고, 바둑판무늬로 짠 천장에는 연꽃을 그렸다. 이 그림들은 단청과 더불어 차분한 색조를 띠어 전체적으로 아늑한 느낌이 든다. 중요 부위마다 굵직한 목재를 사용하고 귀퉁이의 기둥도 높게 솟아 있어 건물 외양에서 웅장함이 느껴진다.

## 갤러리

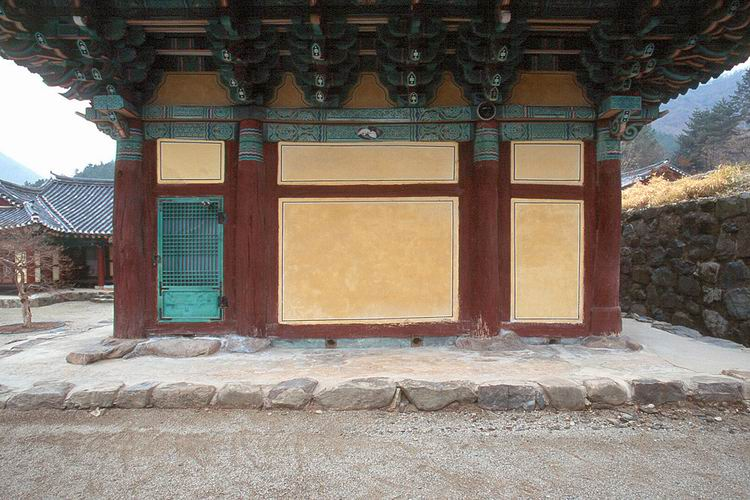
완주 위봉사 보광명전
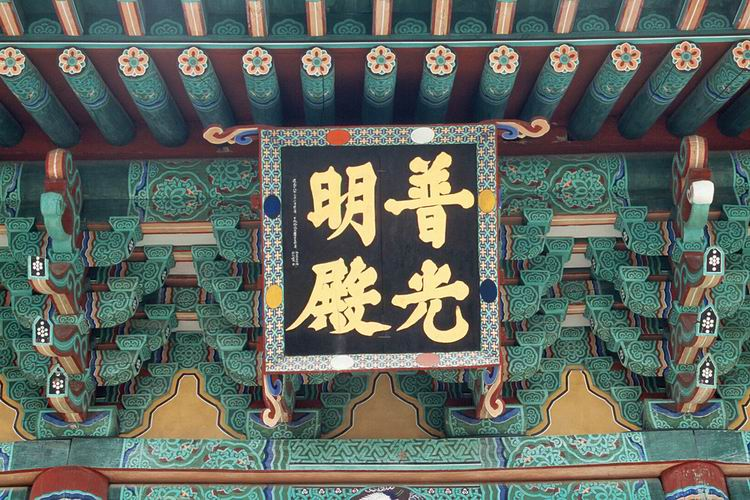
완주 위봉사 보광명전(편액)
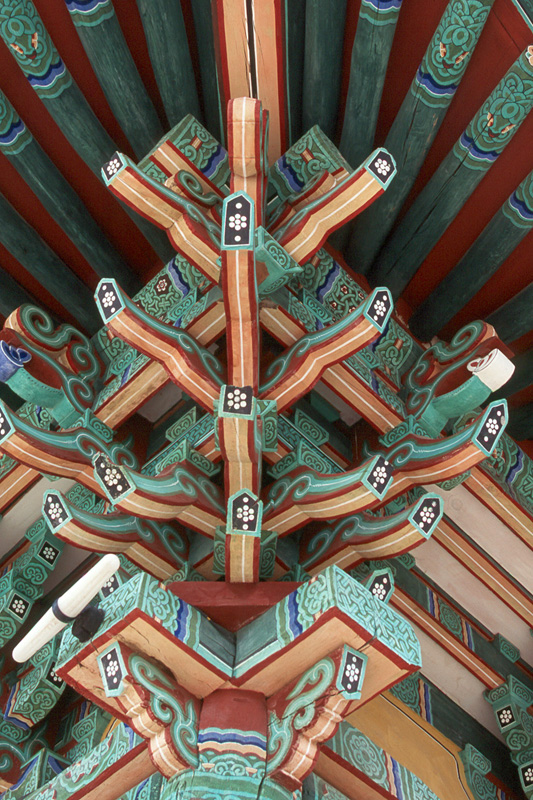
완주 위봉사 보광명전
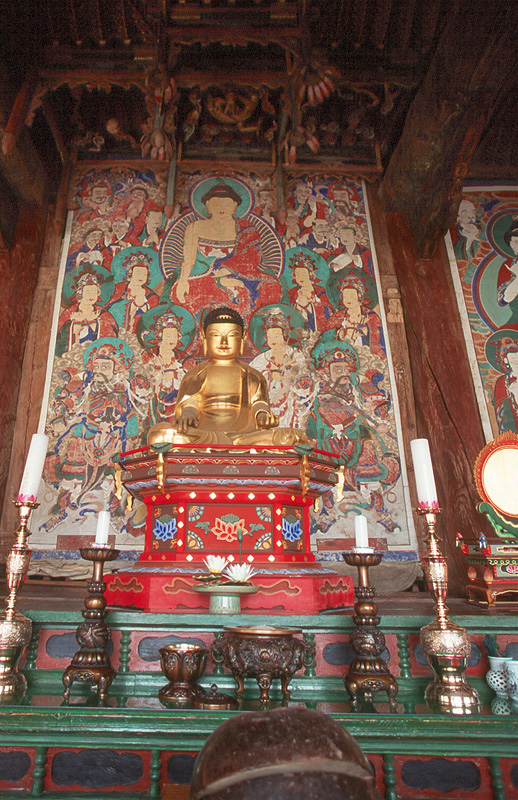
완주 위봉사 보광명전
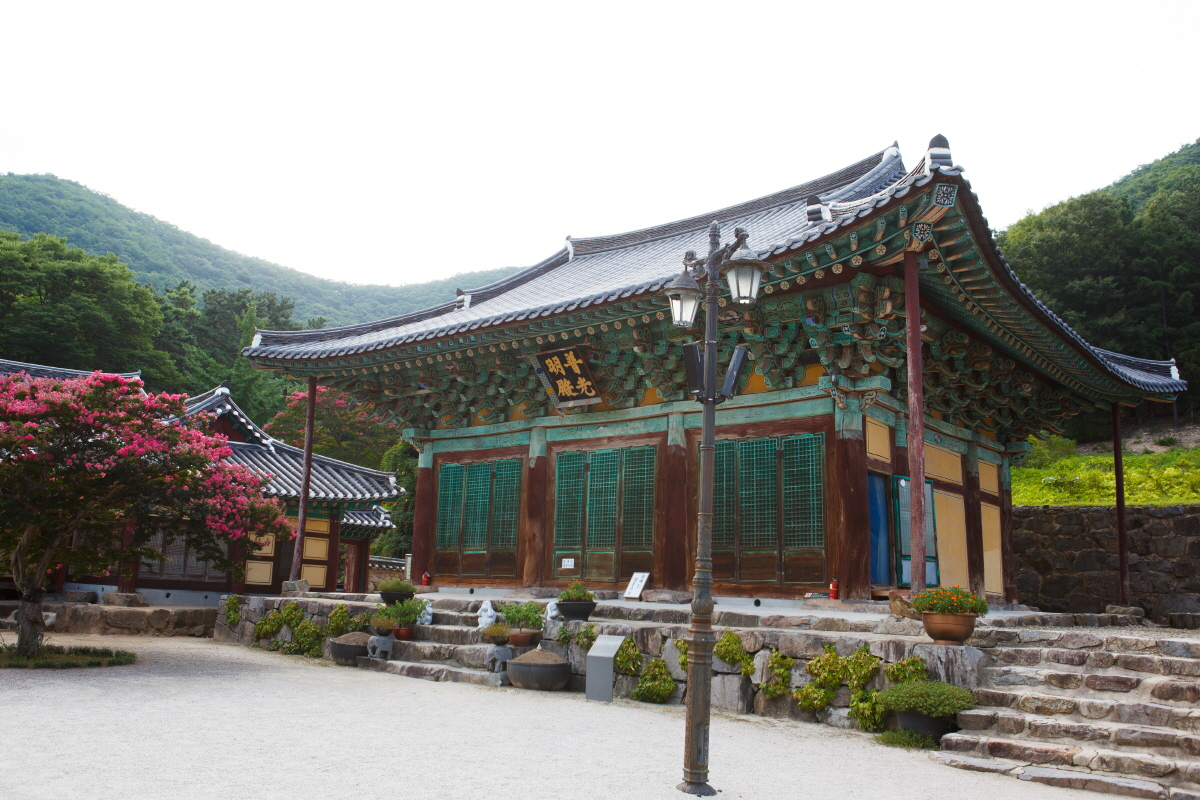
보광명전 측면
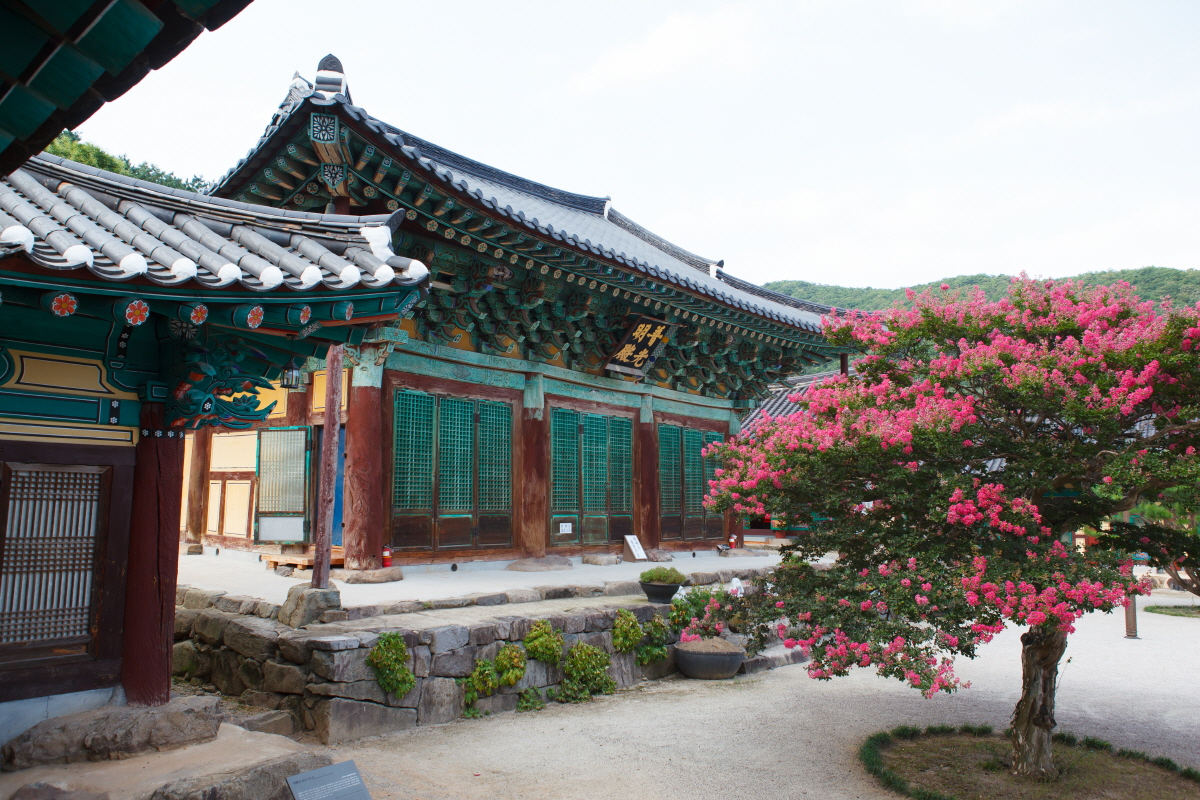
위봉사 요사에서 바라본 보광명전
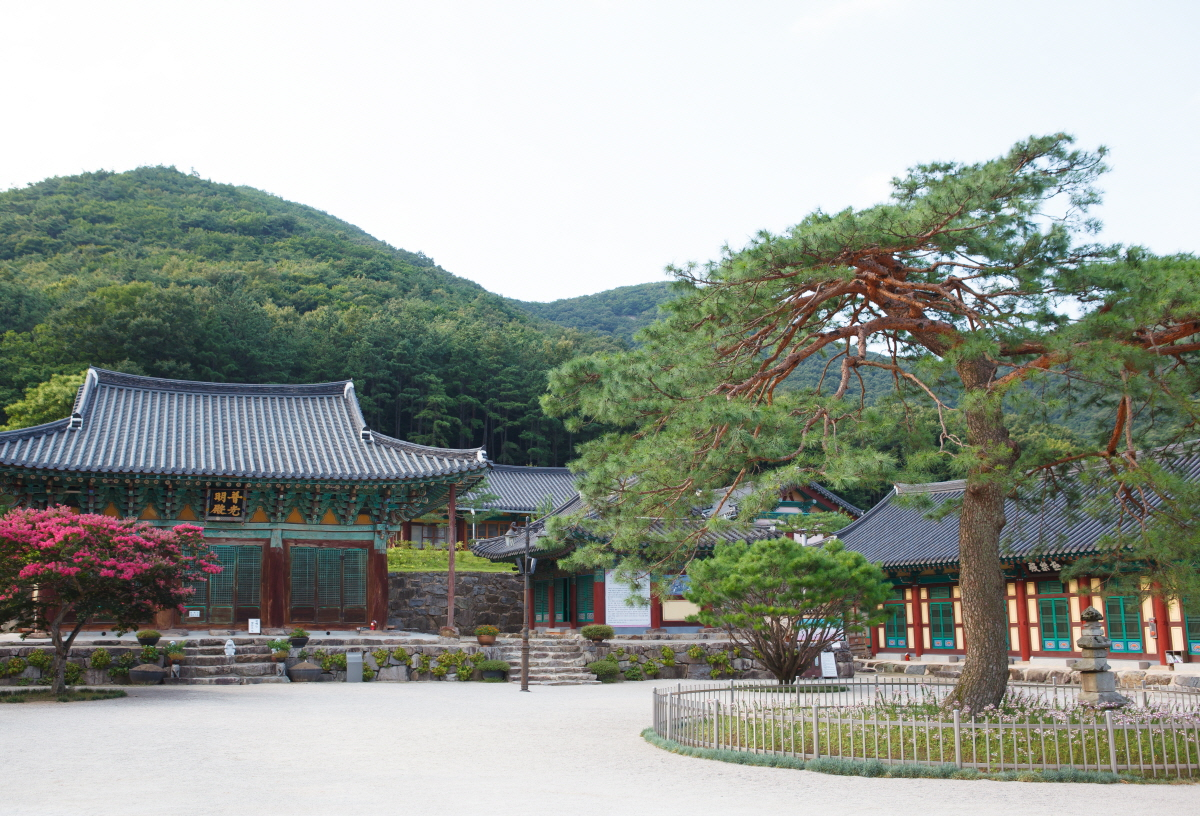
전경1
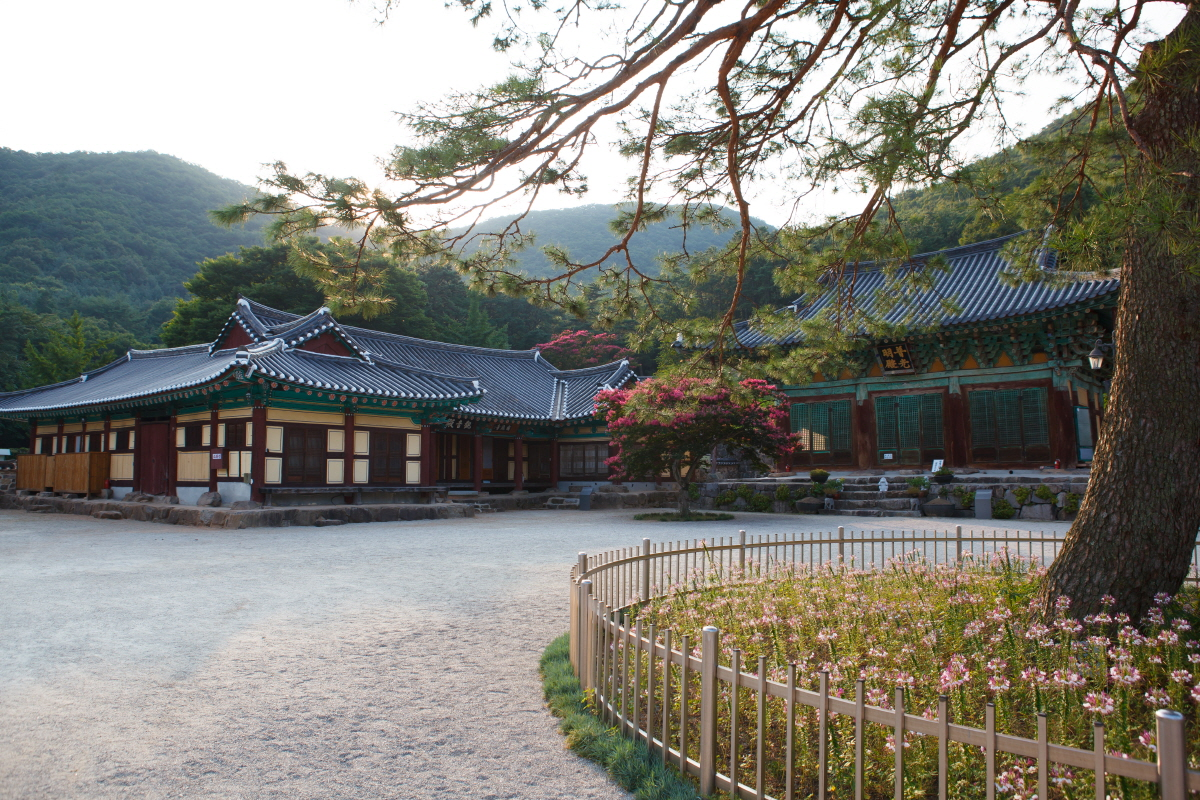
전경2
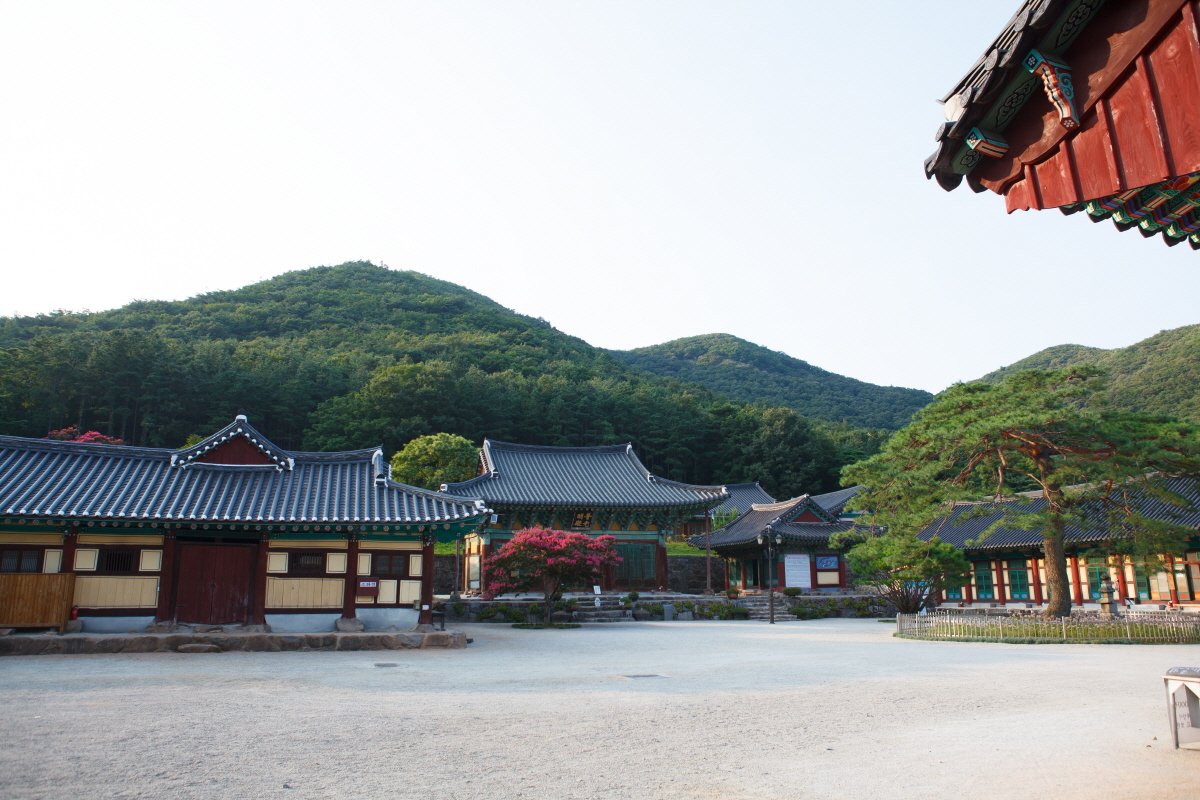
전경3

## 같이 보기
- 위봉사

## 참고 자료
- 완주 위봉사 보광명전 - 국가유산청 국가유산포털